# Rock radical basc

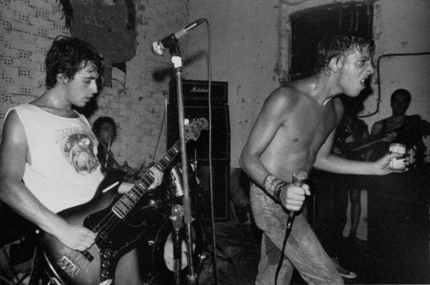
Concert de Cicatriz en el gaztetxe de Hondarribia.

El Rock Radical Basc o Euskal Herriko Rock Erradikala va ser un moviment musical sorgit al País Basc i Navarra a mitjans dels anys 80 i que acabaria al començament de la següent dècada. Reunia a grups principalment de diferents estils musicals com el punk, rock urbà, ska o reggae, però amb una molt especial influència del punk en els seus inicis que recordava a grups com Sex Pistols, Ramones o The Clash.
L'etiqueta de Rock Radical Basc sorgeix el 1983 de la mà de José Mari Blasco (exmànager de La Polla Records) i Marino Goñi (fundador de les companyies discogràfiques Soñua i Oihuka), després d'un festival contra l'adhesió d'Espanya a l'Otan. Alguns grups van rebutjar la designació per considerar-la comercial i altres per incloure la paraula "basc", reivindicant-se com apàtrides.
Els grups del RRB estaven emparats per petites discogràfiques locals i tenien el seu propi circuit de concerts a la zona, encara que també van fer concerts fora del seu àmbit d'origen i la seva música va poder escoltar-se en tota la geografia espanyola. Les formes de difusió no eren les clàssiques i habitualment es donaven a conèixer en els mitjans de la cultura alternativa: els gaztetxes, les ràdios, els fanzines i a la secció cultural de l'avui clausurat diari Egin.

## Antecedents

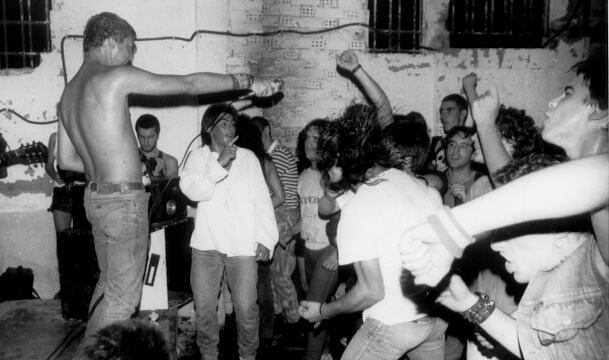
Concert de Cicatriz en el gaztetxe de Hondarribia.

La situació a la País Basc en els anys 80 era un brou de cultiu de la cançó protesta que abans realitzaren els cantautors folks com Benito Lertxundi, Mikel Laboa, Xabier Lete, Errobi, Mixel Labéguerie, Urko, Pantxo Eta Peio, etc.
- La crisi econòmica va desestructurar la societat basca i va generar alts nivells de desocupació i pèrdua de poder adquisitiu de la població agreujada per l'increment de natalitat.
- La marginalitat va augmentar especialment als suburbis de les zones industrials i amb ella el consum de drogues de gran mortalitat com l'heroïna.
- La transició política, degut en part a la dispersió política de l'esquerra nacionalista basca, es va alentir en comparació amb altres zones.
- Les campanyes de major virulència terrorista d'Eta, van ser contestades mitjançant la creació d'un pla denominat "Zona Especial Norte" (ZEN) i per mitjà de l'impuls d'activitats de "terrorisme governamental", que es van veure incrementades després de l'inici dels Gal en accedir el PSOE al govern el 1982.

Davant d'aquesta situació l'esquerra abertzale, agrupada des de 1978 entorn de la coalició política Herri Batasuna (HB) i l'esmentat diari Egin, van acollir sense objeccions als grups del RRB més afins amb les seves actituds (Kortatu, Hertzainak, Barricada, etc.), com a forma de relació amb la joventut desencisada basca, i per això no van dubtar de convertir-los a la seva bandera mediàtica, si bé no tots els grups musicals van acceptar aquest "tutelatge", rebel·lant-se obertament alguns d'ells, com Eskorbuto, que van continuar amb el seu particular ideologia " antisistema", rebutjant la concepció política nacionalista basca. La base política de l'"esquerra" autodenominada "abertzale" des de llavors es va sumar encara més al moviment " anti.
Altres autors per la seva part minimitzen la influència del Moviment d'Alliberament Nacional Basc en el RRB, al·ludint a què aquests grups eren molt més "hedonistes" que polítics.

## Filosofia
La majoria de les seves lletres es van caracteritzar per la seva ideologia " antisistema oficial", amb una crítica contínua a estaments com l'estat, la policia, la monarquia, l'església, l'exèrcit, etc.
Molts dels seus components provenien de famílies que sofrien la crisi econòmica, habitant als barris de les grans ciutats que eren immerses en la reconversió industrial. Diversos mitjans van destacar la relació entre l'esquerra abertzale i el RRB.
Tanmateix algun d'aquests grups renunciaven a tota classe de nacionalismes o pàtries. Alguns dels protagonistes del moviment es quedarien al camí víctimes de les drogues, ja que l'heroïna s'havia introduït amb força als pobles i ciutats.
La majoria de les cançons van ser compostes en castellà i d'altres es van realitzar en basc. Alguns grups com Kortatu, van iniciar la seva producció en castellà i després es van euskaldunitzar.
El RRB va resultar ser una etiqueta molt àmplia i, segons algunes opinions, es va convertir en una denominació comercial, ja que cada grup va imprimir el seu propi estil musical i la seva filosofia, entre la que trobem la crítica social i irònica de La Polla Records, l'Anti Tot dels Eskorbuto i la reivindicació del fet nacional dels Kortatu.

## Grups
Alguns dels grups que es van enquadrar sota aquesta etiqueta, encara que la gran majoria la rebutjaven: 

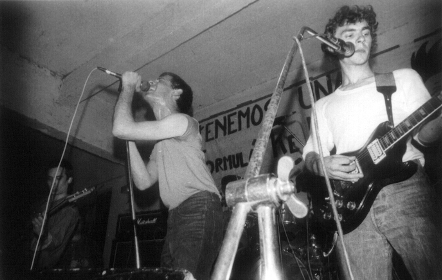
Vómito.

| - Anti-Regimen - Baldin Bada - BAP!! - Barricada - Cicatriz - Delirium Tremens - Eskorbuto - Hertzainak - Jotakie - Korroskada - Kortatu - La Polla Records | - Leize - M.C.D. - Potato - RIP - Skalope - Tijuana in Blue - Txorromorro - Virus de Rebelión - Vómito - Vulpess - Zarama - Zer Bizio? |

## Expansió
Durant i després de l'explosió del moviment al País Basc van sorgir altres grups radicals per tota la península, establint-se en molts casos influències entre ells, com Reincidentes, Extremoduro, Boikot, Dixebra, etc. També a les Canàries sorgirien grups com Guerrilla urbana, i a Italia de la mà de grups com Banda Bassotti i Talco.